# Tetrastigma pilosum
Tetrastigma pilosum är en vinväxtart som beskrevs av Chao Luang Li. Tetrastigma pilosum ingår i släktet Tetrastigma och familjen vinväxter. Inga underarter finns listade i Catalogue of Life.